# 加羽沢美濃
加羽沢 美濃（かばさわ みの、1972年12月1日 - ）は日本の作曲家、ピアニスト。神奈川県横須賀市出身。髙嶋音楽事務所所属。

## 人物
神奈川県立横須賀大津高等学校、東京藝術大学卒業。同大学・大学院に進んだ1997年に日本コロムビアでピアニストとしてデビューし、映画・ドラマなどの劇中歌の作曲を数多く手がけている。また、ヴァイオリニストの高嶋ちさ子との「Chisa&Mino」というユニットによるヴァイオリンとの共演も行っている。

## 主な作品

### 映画
- チルソクの夏（2003年）
- ホテル ビーナス（track 1,5,8,9,10,11,12）（2004年）
- 四日間の奇蹟（2005年）
- 出口のない海（2006年）
- 檸檬のころ（2007年）
- 獄に咲く花（2009年）
- 日輪の遺産（2010年）
- ツレがうつになりまして。（2011年）
- 指輪をはめたい（2011年）
- ライアの祈り（2015年）

### テレビドラマ
- 愛と青春の宝塚（2001年）
- 整形美人。（2002年）
- かるたクイーン（2003年）
- 桂ちづる診察日録（2010年）
- 松本清張没後20年特別企画 ドラマスペシャル 波の塔（2012年）
- 独眼竜・花嫁道中（2015年）

### テレビアニメ
- くまの子ウーフ（2000年）

### 舞台
- 黒部の太陽（2008年）

### その他
- 島根県立益田翔陽高等学校校歌「きみだけの道」
- 月のオーラ
- 名もなき風
- Desert Rose（ユーフォニアムソロ曲）
- 神奈川県横須賀市立大塚台小学校 校歌「大塚台の風」

## 出演
- 新・題名のない音楽会（テレビ朝日、1999年4月 - 2000年3月）

武田鉄矢時代の2代目（通算4代目）アシスタント
- 名曲リサイタル（NHK-FM）

司会進行役
- 第53回NHK紅白歌合戦（NHK）

ジョン・健・ヌッツォのピアノ伴奏
- ららら♪クラシック（NHK Eテレ、2012年4月1日 - 2017年4月1日）